# Каско (Бергамо)
Каско је насеље у Италији у округу Бергамо, региону Ломбардија.
Према процени из 2011. у насељу је живело 1969 становника. Насеље се налази на надморској висини од 322 м.